# Phytoplasma trifolii
Phytoplasma trifolii è una specie di batterio appartenente alla famiglia delle Acholeplasmataceae.